# 920

920(구백이십)은 919보다 크고 921보다 작은 자연수다.

## 수학
- 합성수로, 그 약수는 총 16개다. (1, 2, 4, 5, 8, 10, 20, 23, 40, 46, 92, 115, 184, 230, 460, 920)
  - 920의 진약수의 합은 1240이므로, 920은 과잉수다.
- {\displaystyle 920=176+210+247+287}
  - 연속하는 네 오각수의 합으로 나타낼 수 있는 가장 큰 세 자리 수다. 이 성질을 지닌 앞의 수는 778, 다음 수는 1074다.
- {\displaystyle 91^{2}-1}은 920으로 나누어떨어진다.

## 과학·기술
- NGC 920(영어판): 안드로메다자리 방향에 있는 막대나선은하.
- 920 로게리아(영어판): 소행성.
- 아우디 920(영어판): 독일 아우디의 승용차.
- 노키아 루미아 920: 노키아의 스마트폰.

## 교통

### 철도
- 서울 지하철 9호선 동작역의 역번호.

### 도로
- 920번 지방도: 경상북도 안동시 예안면에서 청송군 진보면까지 이어지는 대한민국의 지방도.
- 920번 홋카이도도(일본어판)

## 문화유산
- 대한민국의 보물 제920호: 불설대보부모은중경

## 기타
- 날짜: 9월 20일
- 연도: 920년, 기원전 920년
- 920년대
- 한국십진분류법에서 유럽의 역사에 관한 책들이 분류되는 번호.